# Терезия фон Дитрихщайн
Мария Терезия Йохана Непомуцена Йозефа Юлиана фон Дитрихщайн (на немски: Maria Theresia Johanna Nepomucena Josepha Juliana von Dietrichstein; „la celeste Therese“; * 11 август 1768, Виена; † 16 септември 1822) е принцеса от род Дитрихщайн-Николсбург в Каринтия и Моравия и чрез женитби графиня „Кински фон Вхинитц и Тетау“ и „фон Мервелдт“. Тя е много красива и е наричана „la celeste Therese“.

## Живот
Тя е дъщеря на княз Карл фон Дитрихщайн (1728 – 1808) и първата му съпруга Мария Кристина Йозефа фон Тун и Хоенщайн (1738 – 1788), дъщеря на граф Йозеф фон Тун-Хоенщайн (1711 – 1788) и графиня Мария Кристина фон Хоенцолерн-Хехинген (1715 – 1749). Сестра е на генерал княз Франц Йозеф фон Дитрихщайн (1767 – 1854) и княз Мориц фон Дитрихщайн (1775 – 1864).
Терезия се омъжва на 10 ноември 1787 г. пред двора във Виена за граф Филип Йозеф Кински фон Вхинитц и Тетау (* 4 август 1741; † 14 февруари 1827, Прага), австрийски генерал, императорски и кралски камерхер и бохемски благородник. Бракът е нещастен и тя скоро го напуска. Те се развеждат през 1788 г.
На 16 февруари 1807 г. в Санкт Петербург тя се омъжва втори път за австрийския генерал и дипломат граф Максимилиан фон Мервелдт (* 29 юли 1764, Вестфален; † 5 юли 1815, Лондон). За бижута и подаръци за нея той плаща 150 000 гулден. Бракът е бездетен.
- Нейните съпрузи
- Филип граф Кински
- Максимилиан фон Мервелдт